# Márkos Vamvakáris
Μάρκος Βαμβακάρης, o romanizando su nombre Márkos Vamvakáris (Siros, 10 de mayo de 1905-Atenas, 8 de febrero de 1972) fue un intérprete y compositor de rebético, considerado el más importante de todos los tiempos.

## Biografía
Márcos Vamvakáris era de familia católica (precisamente por pertenecer a esta confesión recibió más tarde el apodo de "franco" (griego: Φράγκος) pues así es como se denominaba en lengua popular a los griegos católicos; de hecho, una de las canciones más conocidas de las compuestas por Vamvakáris -por no decir la más conocida- se titulaba precisamente la Francosirianí (la muchacha de Siros; griego Φραγκοσυριανή).
A la edad de doce años Vamvakáris abandona su patria chica y llega a El Pireo. Allí sobrevive desempeñando los más diversos oficios: mozo de cuerda, carbonero, limpiabotas, vendedor de periódicos, hilandero y recadero. Al mismo tiempo aprende a tocar buzuki y comienza a escribir canciones, causando gran impresión por su rapidez en aprender el instrumento, así como por su pericia. 
En 1932 Vamvakáris graba su primer disco: 'Να 'ρχόσουνα ρε μάγκα μου (la traducción sería aproximadamente: Si vinieses, eh, compadre, aunque la palabra griega μάγκα (manga) no corresponde exactamente con compadre). En el disco combina la tradición musical de su tierra (Siros), con la música de los refugiados de Asia Menor incorporando en las letras el color de la vida en los bajos fondos de Atenas y El Pireo. Es el primer disco de rebético que se graba en la historia.
El período anterior a la Segunda Guerra Mundial es posiblemente el más brillante de su carrera. Es entonces cuando, entre otras muchas, escribe la Francosirianí, canción amorosa dedicada a una muchacha de Siros.
Tras la guerra comienza para Vamvakáris una época difícil. Su estilo se considera "superado", y el rebético parece más ignorado que nunca. Sin embargo a finales de los 50 gracias al nuevo impulso que dan al género algunos nuevos compositores, principalmente Vasílis Tsitsánis, vuelven a grabarse versiones de las viejas canciones de Vamvakáris e incluso de nuevas composiciones suyas, cantadas por nuevas voces jóvenes como Grigóris Bithikótsis (griego: Γρηγόρης Μπιθικώτσης), Strátos Dionisíou (griego Στράτος Δυονυσίου) o Kaíti Gkréi (griego: Καίτη Γκρέη). Gana así de nuevo el reconocimiento del público, a la vez que la crítica comienza a tomar en serio la música rebética, y Vamvakáris llega a ser considerado como una de las figuras más importantes de la música griega contemporánea.
Murió en Atenas el 8 de febrero de 1972.